# UB 77
UB 77 war ein deutsches Unterseeboot des Typs UB III der Kaiserlichen Marine im Ersten Weltkrieg.

## Geschichte
Der Bauauftrag für UB 77 wurde der Hamburger Werft Blohm & Voss am 23. September 1916 erteilt. Nach gut sieben Monaten Bauzeit lief das Boot am 5. Mai 1917 vom Stapel.
Das Boot wurde am 2. Oktober des Jahres unter dem Kommando von Kapitänleutnant Wilhelm Meyer in Dienst gestellt.
Die Besatzung von UB 77 umfasste drei Offizieren und 31 Unteroffiziere und Mannschaften. Die Bewaffnung bestand aus zehn Torpedos in vier Rohren im Bug und einem im Heck sowie einem 8,8-cm-Deckgeschütz, das im Laufe des Jahres 1918 durch ein 10,5-cm-Geschütz ersetzt wurde. Mit einem Treibstoffvorrat von 73 t war dem Boot eine Reichweite von 8680 sm möglich. Kapitänleutnant Meyer übergab das Kommando am 14. Juni 1918 an Oberleutnant zur See Franz Maurer.
UB 77 gehörte zunächst der V. U-Flottille an, ab 17. April 1918 bis zum Waffenstillstand im November des Jahres wurde es der I. Flottille unterstellt.
Es wurde am 16. Januar 1919 gemäß Vorgaben des Waffenstillstandsabkommens an das Vereinigte Königreich übergeben und im Jahr 1922 in Swansea abgewrackt.

## Feindfahrten
UB 77 unternahm in 13½ Kriegsmonaten (Anfang Oktober 1917 bis Mitte November 1918) insgesamt 6 Feindfahrten.
Am 5. Februar 1918 wurde vor der schottischen Insel Islay das als Truppentransporter genutzte britische Passagierschiff Tuscania (14.348 t) versenkt. Am 31. März 1918 torpedierte UB 77 11 sm südlich der Isle of Man den britischen Passagierdampfer Celtic (29.904 t). Das beschädigte Schiff wurde gestrandet und konnte später geborgen und repariert werden. Das britische Tankschiff Lompoc (7.270 t) wurde am 28. August 1918 von UB 77 vor der Mündung des Tyne an der ostenglischen Küste torpediert. Das unter Ballast fahrende Tankschiff erreichte beschädigt den nahe gelegenen Hafen South Shields.